# Cascada El Aguacero
Cascada El Aguacero (conocido como El Aguacero, en Ocozocoautla de Espinosa) es un parque natural ubicado en México. Este está naciendo en la cueva El Encanto, por donde corre un río subterráneo. Es una serie de cascadas que despeñan en forma escalonada por varias decenas de metros en las paredes del Cañón Río La Venta. Se le llama así porque al caer forma una cortina de agua desde donde es posible bañarse.
Cascada El Aguacero en un secreto bien guardado que tiene el estado para todos aquellos que desean un encuentro real con la abundante naturaleza. donde se pueden encontrar agua, vegetación, cascadas, brisa, diversión, nubes y cuevas, algunas de las palabras que los viajeros recuerdan cuando visitan este lugar. Pero en realidad es que es todo en conjunto nos refresca la mente al visitar este lugar ubicado en la Reserva de la Biosfera El Ocote

## Ubicación

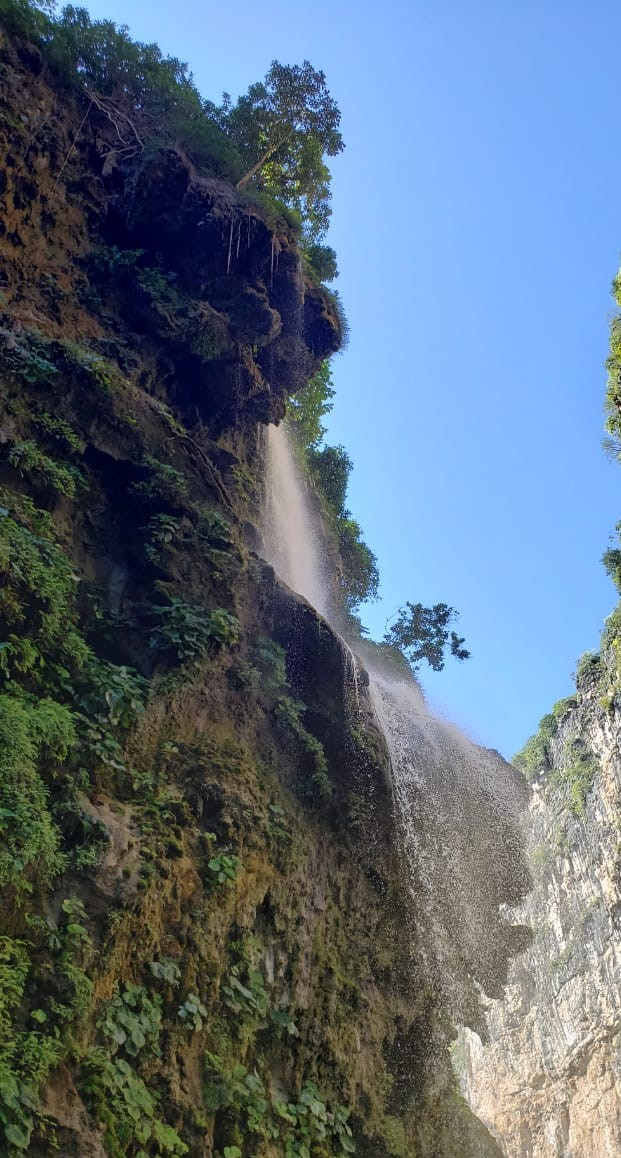
Cascada El Aguacero

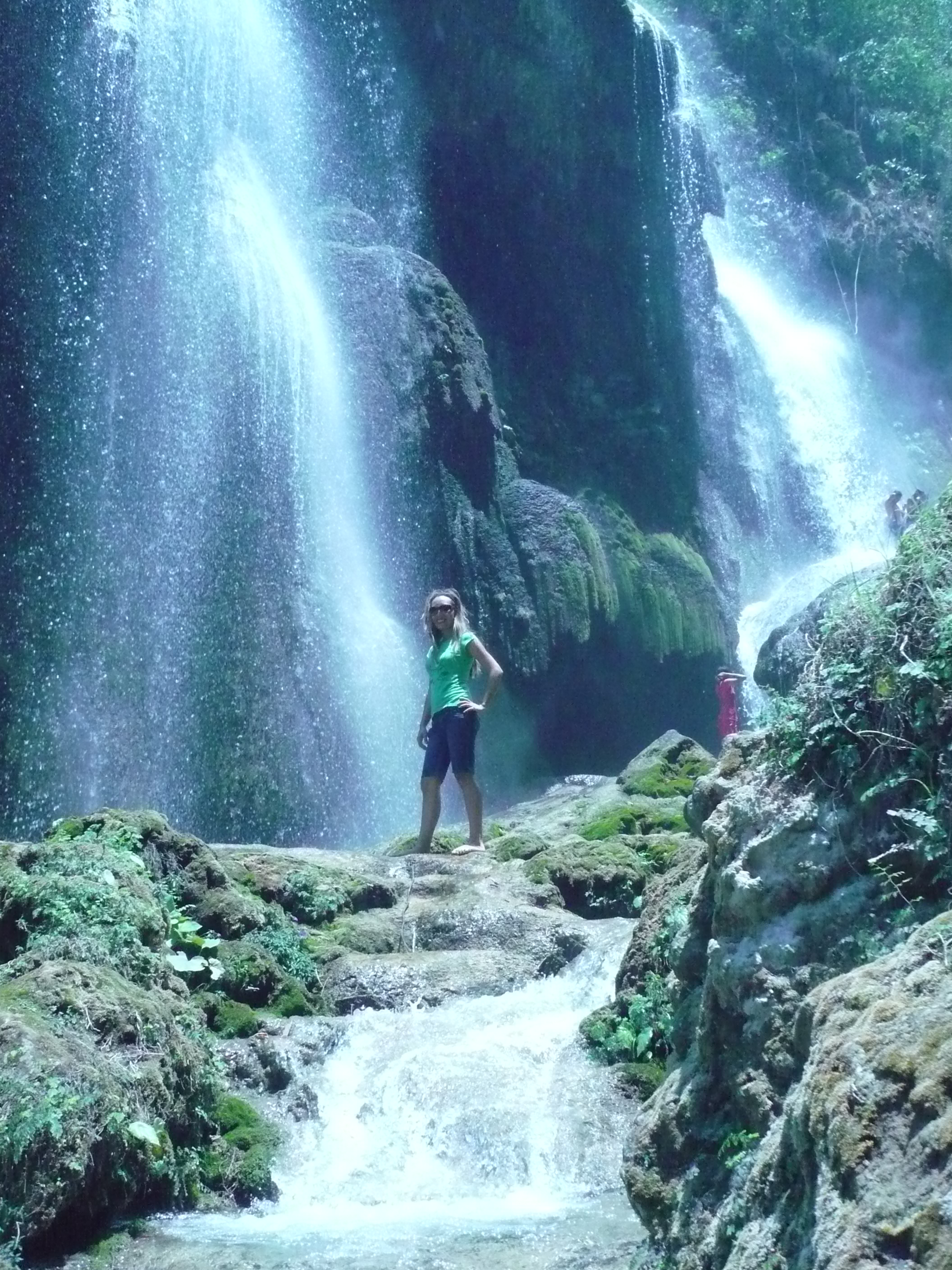
Persona en El Aguacero

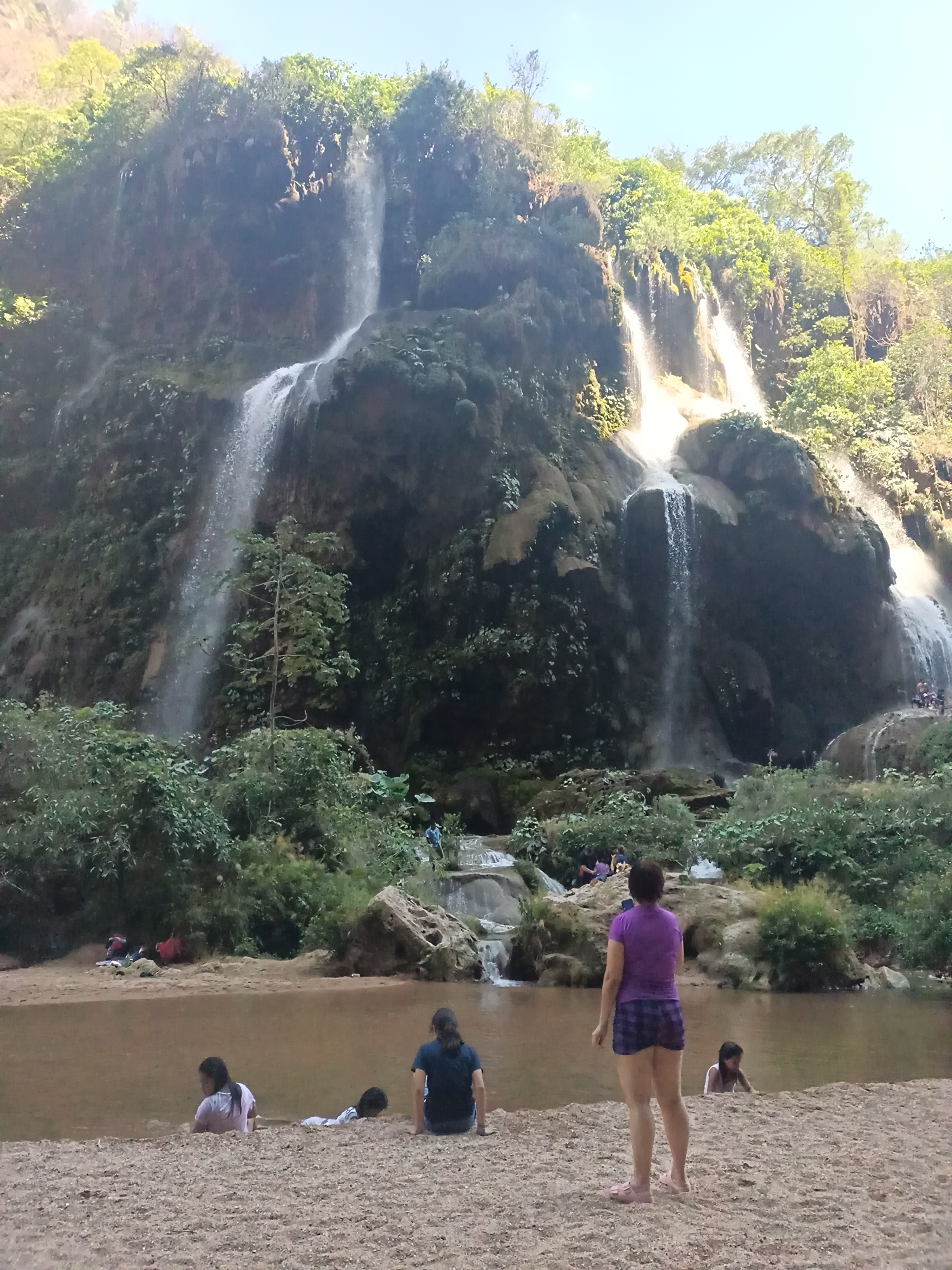
El Aguacero

De Tuxtla Gutiérrez deberá tomar la carretera federal número 190, que va a la Ciudad de México después de recorrer 48 km se encuentra un desvió, de este desvió se recorren 3 km de terracería. La cascada se ubica a 25 km al poniente de la cabecera municipal de Ocozocoautla, recorriendo 11 km por la carretera federal 190 hasta el entronque con la desviación a la derecha con dirección a la cascada, cerca del poblado de Rafael Zorrilla, para luego transitar 13 km de terracería hasta llegar a la cascada; este recorrido se cubre en un tiempo de 20 minutos. El recorrido requiere caminar y bajar más de 700 escalones, esfuerzo que se recompensa al ver esta serie de bellas cascadas.

## Flora y fauna
La cascada el Aguacero cuenta con 1200 escalones, también dentro de esta puedes tener una vista espectacular a través de los miradores se observa toda la flora y fauna que ahí habita dentro de este centro ecoturístico, se recomienda utilizar zapatos cómodos siendo que te permite vivir esta experiencia y así cuando llegas a la cascada te das cuenta que el esfuerzo es poco para lo espectacular del lugar, vale la pena en todos los sentidos, puedes pasear por algo debajo de los chorros de agua. 
Al ser una reserva natural se podrá apreciar la belleza del lugar con la fauna chiapaneca y en ta caminata se pueden apreciar la flora y fauna y es que existen animales como lo es el jabalí, el venado, armadillo, tejones, mapache, oso hormiguero, tucanes, loros, mapaches, mariposas, entre otras especies y además una gran variedad de aves que habitan dentro de la cascada el aguacero. En cuanto a flora se podrán ver orquídeas, bromelias, helechos, los famosos anturios chiapanecos y un sinfín de plantas y árboles selváticos.

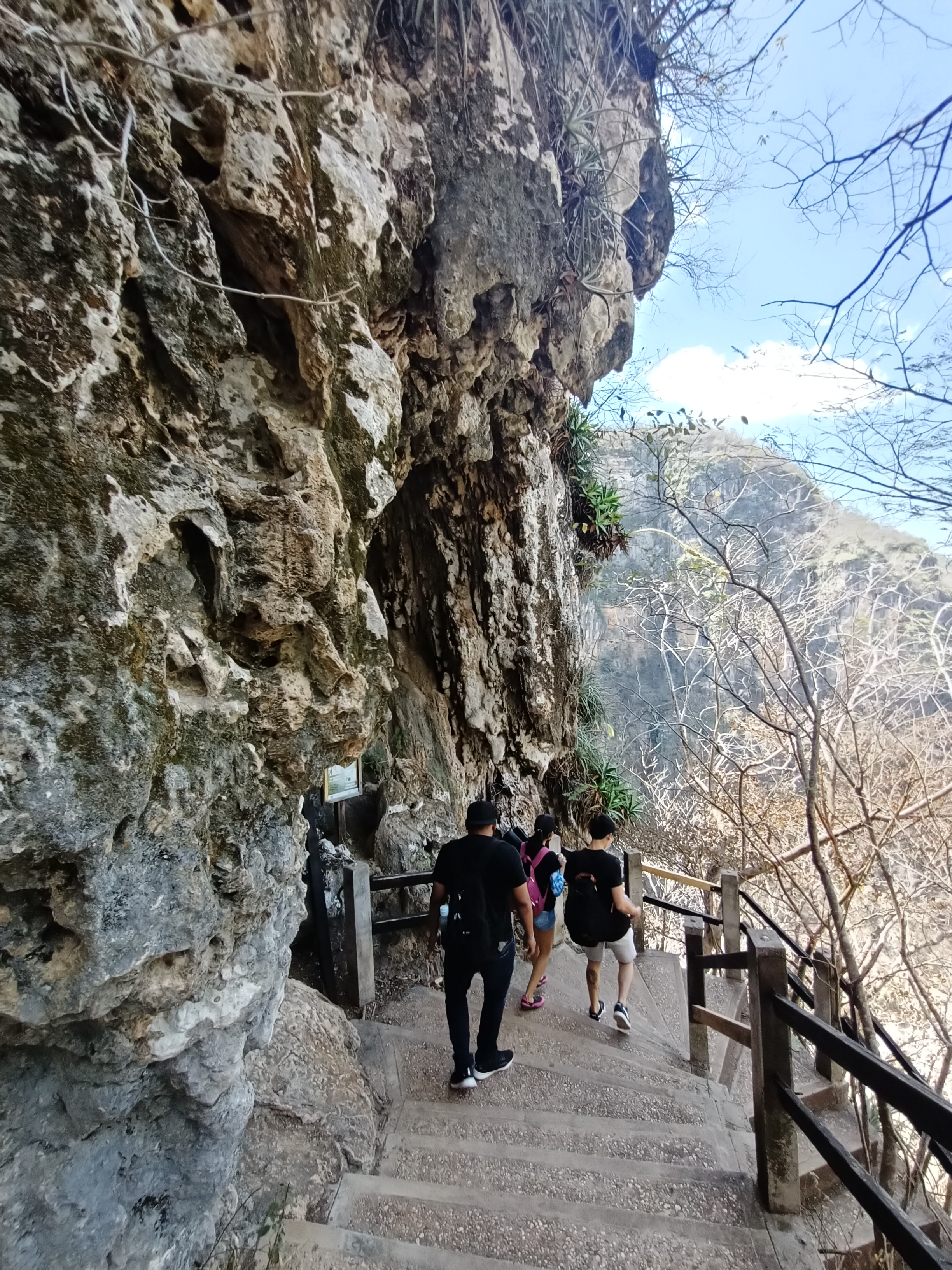
Desde El Aguacero

## Servicios
El lugar dispone de los siguientes servicios: estacionamiento, aseos, restaurante y zona para acampar. También hay dos miradores con vistas espectaculares hacia el cañón de la Venta. 
El restaurante ofrece comida rural casera preparada por mujeres de la cooperativa, con platillos como el mole chiapaneco o el cochito, acompañados de un refrescante tascalate, bebida tradicional.